# 다니엘 아얄라
다니엘 산체스 아얄라(스페인어: Daniel Sanchez Ayala, 1990년 11월 7일 ~ )는 스페인의 축구 선수이다. 센터백이며, 블랙번 로버스에서 활약하고 있다.